# Alaksandr Kikiniou
Alaksandr Fiodarawicz Kikiniou (błr. Аляксандр Фёдаравіч Кікінёў; ros. Александр Фёдорович Кикинёв, Aleksandr Fiodorowicz Kikiniow; ur. 9 kwietnia 1980 w Żłobinie) – białoruski zapaśnik, a od 2024 roku amerykański startujący w stylu klasycznym. Brązowy medalista mistrzostw świata, mistrz Europy.
Największym jego sukcesem jest brązowy medal mistrzostw świata w 2009 roku oraz złoty medal mistrzostw Europy w 2010 roku w kategorii do 74 kg. Oprócz złotego medalu Starego Kontynentu, zdobył podczas tych rozgrywek również srebro (2003) i brąz (2009).
Dwa razy występował w igrzyskach olimpijskich. W 2004 roku, w Atenach zajął 15. miejsce w kategorii do 74 kg. Piąty na igrzyskach olimpijskich w Londynie w 2012 w tej samej wadze.
Pierwszy w Pucharze Świata w 2011 i dziesiąty w 2013 roku.